# Chthonius rogatus
Chthonius rogatus är en spindeldjursart som beskrevs av Beier 1938. Chthonius rogatus ingår i släktet Chthonius och familjen käkklokrypare. Inga underarter finns listade i Catalogue of Life.